# Eburia cinereopilosa
Eburia cinereopilosa là một loài bọ cánh cứng trong họ Cerambycidae.